# Laykyun Setkyar
De Laykyun Setkyar is het op twee na grootste standbeeld in de wereld met 116 meter hoogte. Dit standbeeld van Gautama Boeddha staat op een 13,5 meter hoge sokkel in het dorp Khatakan Taung, nabij Monywa, Myanmar.  De bouw begon in 1996 en het standbeeld werd voltooid op 21 februari 2008. Het is gebouwd door de overste Nãradã, die overleed op 22 november 2006. 